# النزهة الجديدة
النزهة الجديدة، هي إحدى مناطق القاهرة الراقية المدمجة مؤخرا إلى حى النزهة وتشمل النزهة الجديدة، والنزهة الجديدة 2. ومن حيث أساس الدمج فقد نشأت الأولى كمساكن لعمال شركة مصر للطيران في السبعينات ثم أسست كحى سكنى، أما الثانية فهي المقابلة للأولى وهي حديثة الإنشاء حيث أسست من شراء الأهالي الأراضي وبناء أبراج ويقسمهم جسر السويس إلى نصفين ويتبع للثانية حديقة بدر التابعة لوزارة الدفاع.

## أهم الشوارع
1- شارع المدينة المنورة
2- شارع أحمد مخيمر
3- شارع محمد رفعت
4- شارع جوزيف تيتو
5- شارع طه حسين

## أهم المساجد
1- المسجد المرزوقى
2- مسجد التقوى
3- مسجد العريفى